# Предраг Шустар
Пре́драг Шу́стар (хорв. Predrag Šustar; нар. 11 березня 1970, Рієка) — хорватський науковець, викладач, політик. Міністр науки, освіти та спорту Хорватії у правоцентристському уряді Тихомира Орешковича. 

## Життєпис
Початкову освіту здобував з 1976 по 1984 рік у Кострені і Рієці. Середню гімназичну освіту здобув у рідній Рієці, після чого проходив строкову військову службу у Сараєві. З 1989 до 1994 року навчався на природничо-математичному факультеті Загребського університету, де 27 квітня 1994 закінчив біологічне відділення інженерного профілю за спеціальністю «молекулярна біологія» і одержав право на професійне означення «дипломований інженер біологічних наук»
У 1994-1999 роках навчався у Пізанському університеті, а з серпня 1995 і у Падуанському університеті, на кафедрі філософії якого 2 грудня 1999 одержав диплом за максимальної кількості балів (110/110) та був нагороджений усіма членами екзаменаційної комісії додатковою похвалою (110 e la lode).
Виборовши стипендію за програмою Фулбрайта, яка надається для перебування у США з навчальною метою тим, хто готується до захисту докторської дисертації і хто вже її захистив, пройшов частину своєї докторантури в Колумбійському університеті.
Отримавши  докторський ступінь у 2003 році, постійно працює на філософському факультеті Рієцького університету, де з 2009 по 2015 був деканом. Керівник проекту «Палац Мойзе» у місті Црес, де у співпраці між містом Црес, Міністерством культури і Європейською комісією бере участь і Рієцький університет. 
Володар щорічної премії Приморсько-Ґоранської жупанії у 2012 році, яку отримав разом з чотирма колегами за розробку навчальних програм та створення кафедри італістики на філософському факультеті Рієцького університету.
Свою політичну діяльність розпочав у лавах лейбористської партії, яка висунула його кандидатом на місцевих виборах на посаду мера Рієки у 2013 році. Після програшу на цих виборах перейшов наприкінці 2013 в Хорватську демократичну співдружність. З 22 січня до 19 жовтня 2016 року очолював Міністерство науки, освіти та спорту Хорватії.
Одружений.